# نابويو فوجيشيرو
نابويو فوجيشيرو (باليابانية: 藤代 伸世) (مواليد 25 يناير 1960)، هو لاعب كرة قدم ياباني سابق كان يلعب كلاعب وسط. سبق له أن لعب مع منتخب اليابان.

## وصلات خارجية
- نابويو فوجيشيرو على موقع قاعدة بيانات كرة القدم.إي يو (الإنجليزية)
- نابويو فوجيشيرو على موقع ناشيونال فوتبول تيمز (الإنجليزية)

- National Football Teams
- Japan National Football Team Database